# 裏切者の旅
『裏切者の旅』（うらぎりもののたび）は、1976年（昭和51年）3月5日にダウン・タウン・ブギウギ・バンドがリリースした、通算6枚目のシングル、ならびに同シングルのA面楽曲のタイトルである。JASRAC登録上の楽曲タイトルは『裏切り者の旅』。

## 略歴・概要
本シングルは、前年1975年（昭和50年）の『港のヨーコ・ヨコハマ・ヨコスカ』のヒットでブレイクしたダウン・タウン・ブギウギ・バンドが、1973年（昭和48年）のデビュー曲『知らず知らずのうちに』の原点に戻ったスローバラード、ブルースである。オリコンチャート最高位16位、21.0万枚を売り上げる。本シングルのB面収録楽曲『ア! ソウ』は、『カックラキン大放送!!』の最後の提供クレジットのバックに使用され、その後1979年（昭和54年）5月26日公開、柳ジョージ&レイニーウッドが劇伴音楽を担当、根津甚八とともに宇崎竜童が主演した工藤栄一監督の映画『その後の仁義なき戦い』の挿入歌として使用された。
『裏切者の旅』は、同年キングレコードから発売された平田満＋シャネル・ファイブのアルバム『愛の狩人』で、『裏切り者の旅』のタイトル、土持城夫の編曲により平田にカヴァーされている。その後、西城秀樹、新沼謙治もカヴァーしている。

## 収録曲
1. 裏切者の旅
  - 作詞：阿木燿子、作曲：宇崎竜童、編曲：ダウン・タウン・ブギウギ・バンド、ストリングス編曲：河野士洋
  - 演奏時間：3:27
  - 音楽出版社：フジパシフィック音楽出版
2. ア! ソウ
  - 作詞：阿木燿子、作曲・編曲：ダウン・タウン・ブギウギ・バンド
  - 演奏時間：3:06
  - 音楽出版社：フジパシフィック音楽出版

## ディスコグラフィ
おもな一覧である。『裏切者の旅』に関してはカヴァーの場合『裏切り者の旅』へのタイトルの揺れがある。
- 『裏切者の旅』 : ダウン・タウン・ブギウギ・バンド、シングル『裏切者の旅』所収、EXPRESS / 東芝EMI、1976年3月5日発売
- 『ア! ソウ』 : ダウン・タウン・ブギウギ・バンド、シングル『裏切者の旅』所収、同上
- 『裏切り者の旅』 : 平田満＋シャネル・ファイブ、編曲土持城夫、アルバム『愛の狩人』所収、キングレコード、1976年発売
- 『裏切者の旅』 : ダウン・タウン・ブギウギ・バンド、アルバム『あゝブルース Vol.2』所収、東芝EMI、1976年12月5日発売 / 1998年7月8日CD再発売
- 『裏切者の旅』 : ダウン・タウン・ブギウギ・バンド、アルバム『傑作大全集』所収、東芝EMI、1977年2月21日発売
- 『ア! ソウ』 : ダウン・タウン・ブギウギ・バンド、アルバム『傑作大全集』所収、同上
- 『裏切者の旅』 : ダウン・タウン・ブギウギ・バンド、アルバム『ライブ! バックストリート』所収、東芝EMI、1979年2月20日発売
- 『裏切者の旅』 : ダウン・タウン・ブギウギ・バンド、アルバム『バラード』所収、東芝EMI、1980年3月5日発売
- 『裏切者の旅』 : ダウン・タウン・ブギウギ・バンド、アルバム『夜霧のブルース』所収、東芝EMI、1980年12月5日発売
- 『裏切者の旅』 : ダウン・タウン・ブギウギ・バンド、再結成記念アルバム『Once Upon a Time in Yokohama』所収、東芝EMI、1987年11月21日発売
- 『裏切者の旅』 : ダウン・タウン・ブギウギ・バンド、アルバム『あいつの好きそなブルース』所収、EMIミュージック・ジャパン、1993年4月14日発売
- 『裏切り者の旅』 : 西城秀樹、編曲丸山恵市、アルバム『西城秀樹シングル・コレクション-77の軌跡』所収、BMG JAPAN、1999年6月23日発売
- 『裏切者の旅』 : 新沼謙治、アルバム『新沼謙治特選集 飛行機雲』所収、コロムビアミュージックエンタテインメント、2004年6月23日発売
- 『裏切者の旅』 : ダウン・タウン・ブギウギ・バンド、『蔵出し - ダウン・タウン・ブギウギ・バンド・オフィシャル・ブートレッグ』所収、テイチク、2007年12月19日発売

## 註
1. 1 2  作品データベース検索 検索結果、一般社団法人日本音楽著作権協会 JASRAC、2010年8月13日閲覧。